# Dombauverein Minden

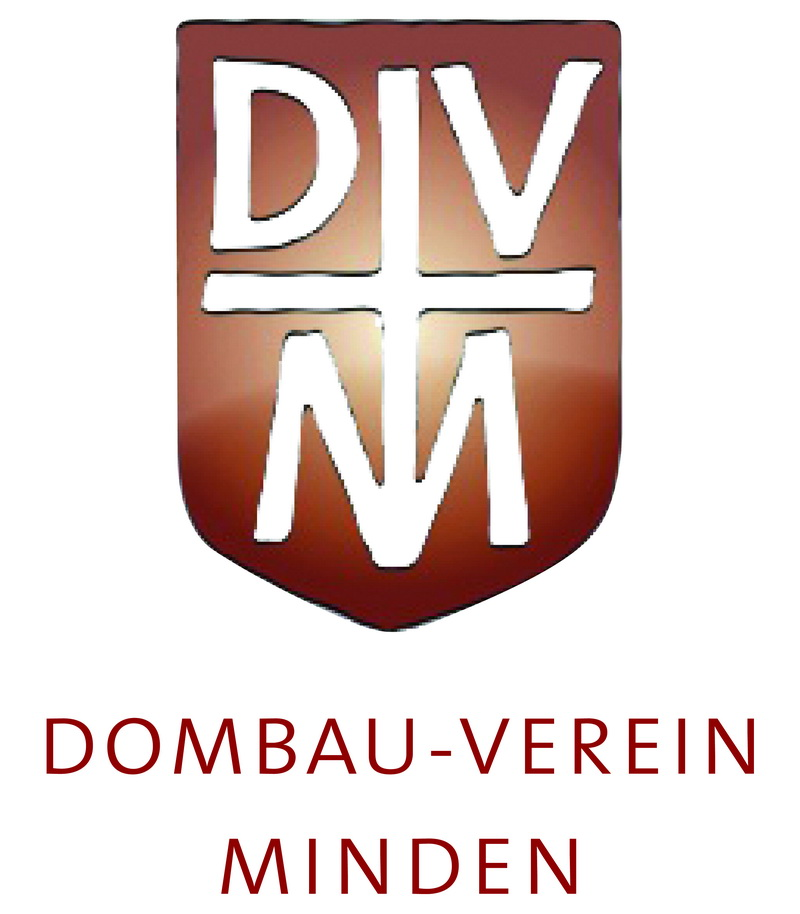
Logo des Dombau-Vereins Minden e.V.

Der Dombau-Verein Minden ist im Juni 1946 gegründet worden, um den Wiederaufbau des Mindener Doms in der ostwestfälischen Stadt Minden im Nachkriegsdeutschland zu fördern. Damals wie auch heute gelang es nicht immer genug staatliche Mittel für die Bausachleistungen am Dom zur Verfügung zu stellen. In diesem Falle steht der Mindener Dombau-Verein als Rechtsform des bürgerlichen Engagements zur Verfügung.

## Aufgabe
Die Hauptaufgabe des Mindener Dombau-Vereins besteht in der Erhaltung und Förderung des unter Denkmalschutz stehenden Mindener Doms, mit seiner bedeutenden gotischen Hallenkirche und dem romanischen Westriegel. In diesem Sinne beteiligt sich der Dombauverein, dessen Zweck wie folgt in der Gründungsurkunde steht:
- Das Interesse für die Erhaltung und Wiederherstellung des Mindener Doms in weitesten Kreisen zu wecken.
- Geldmittel zu sammeln für die Wiederaufbauarbeiten.
- Die Arbeiten selbst im Einvernehmen mit dem preußischen Hochbauamt und der Domgemeinde vornehmen zu lassen.

## Geschichte
Der Dombau-Verein Minden wurde im 28. Juni 1946 gegründet, als der durch Kriegseinwirkung zerstörte Mindener Dom wieder aufgebaut werden sollte und die staatlichen Stellen als Bauunterhalter des Mindener Doms nicht genug Geld zur Verfügung stellen konnten, um den Wiederaufbau zu finanzieren. Dies gelang erst im größeren Maße nach der Gründung der Bundesrepublik Deutschland 1949.
Nach dem erfolgreichen Wiederaufbau des Mindener Doms und der Neuweihe 1957 kümmert sich der Dombau-Verein um die Ausstattung, die weitere Rekonstruktion und den Erhalt des Doms sowie der Domschatzkammer, deren Neubau und Neugestaltung der Förderverein in den Jahren 2016/2017 mit rund 2,2 Millionen Euro unterstützte.

## Vorsitzende
Erster Vorsitzender des Dombau-Vereins Minden war der Regierungspräsident in Minden,  Dr. Paul Zenz, der von 1946 bis 1955 amtierte. Der erste Geschäftsführer war der mit dem Wiederaufbau des Doms beauftragte Architekt Werner March. Im Ausgang des 20. Jahrhunderts prägte vor allem Werner Rösener als Geschäftsführer den Dombauverein. Rösener starb 2002. Seit März 2016 ist der ehemalige Geschäftsführer, Hans-Jürgen Amtage, Vorsitzender des Fördervereins, die Geschäftsführung hat Annemarie Lux inne.

## Finanzierung
Der Dombau-Verein ist seit 1975 von der Westdeutschen Lotterie gemäß ihrem Verwendungsnachweis zusammen mit den Dombauvereinen in Köln, Xanten, Essen, Wesel, Aachen und Soest mit 70 Millionen Euro unterstützt worden.